# Grace McKenzie
Grace McKenzie, född 8 juli 1903 i Garston, död augusti 1988, var en brittisk simmare.
McKenzie blev olympisk silvermedaljör på 4 x 100 meter frisim vid sommarspelen 1920 i Antwerpen.